# Mario Luraschi
 (février 2017).
Si vous disposez d'ouvrages ou d'articles de référence ou si vous connaissez des sites web de qualité traitant du thème abordé ici, merci de compléter l'article en donnant les références utiles à sa vérifiabilité et en les liant à la section « Notes et références ».
Mario Luraschi, né le 11 décembre 1947 à Binago, est un cascadeur équestre italien, dresseur de chevaux pour le cinéma. Il est également metteur en scène pour ses spectacles.

## Biographie
Passionné par les Nord-Amérindiens, il participe à la création du parc d’attraction La Vallée des peaux rouges en 1965, à l'âge de 18 ans, à la demande de l'indianiste Robert Mottura, créateur du parc , Pour les besoins du parc, il vit sous un tipi, s’habille comme un indien, et exécute des copies des danses rituelles. Malgré les mises en garde de son père, Mario choisit de faire du cheval et du spectacle son métier. Il voyage en Espagne, au Portugal et en Argentine, ce qui lui permet de recevoir l'enseignement de Paco Yanez et Luis Valença.
Gérant de la société « Cavalcade », il devient écuyer-acrobate et dresseur de chevaux, effectuant des cascades et des spectacles équestres. Ses écuries hébergent en permanence une trentaine de chevaux cascadeurs et de montures de comédiens. Il dispose également d'une trentaine de chevaux de figuration.
Il collabore en tant que cascadeur et conseiller équestre à de nombreux spectacles comme Ben Hur en 2006 mis en scène par Robert Hossein, et à plus de 400 films de genres très différents. Il réalise aussi des courts métrages.
Il met en scène des spectacles équestres tel que son spectacle des 30 ans de carrière en 1998 à Bercy, la légende du Far West et fascination en 2019.
Il a été président du festival Epona en 2001 à Cabourg,c'est un week-end où se rencontrent les passionnés du cheval, professionnels du monde hippique ou célébrités du cinéma, de la télévision ou de la littérature.
La cavalerie de Mario Luraschi comporte quelques « chevaux-stars », qui ont joué Jolly Jumper, L'Étalon noir, et Le Cheval venu de la mer.
Il participe aux films L’Ours, Lucky Luke, Le Pacte des loups, D'Artagnan, Jeanne d’Arc, Les Visiteurs I et II, Les Rois Maudits, Le Hussard sur le toit, Les Cavaliers de l'orage, Napoléon , Jappeloup, et la série Versailles (saison 1 et 2), La Fille de d'Artagnan.
Son écurie brûle en 2007, et 4 des chevaux de son dernier spectacle (Ben Hur) périssent dans l'incendie.

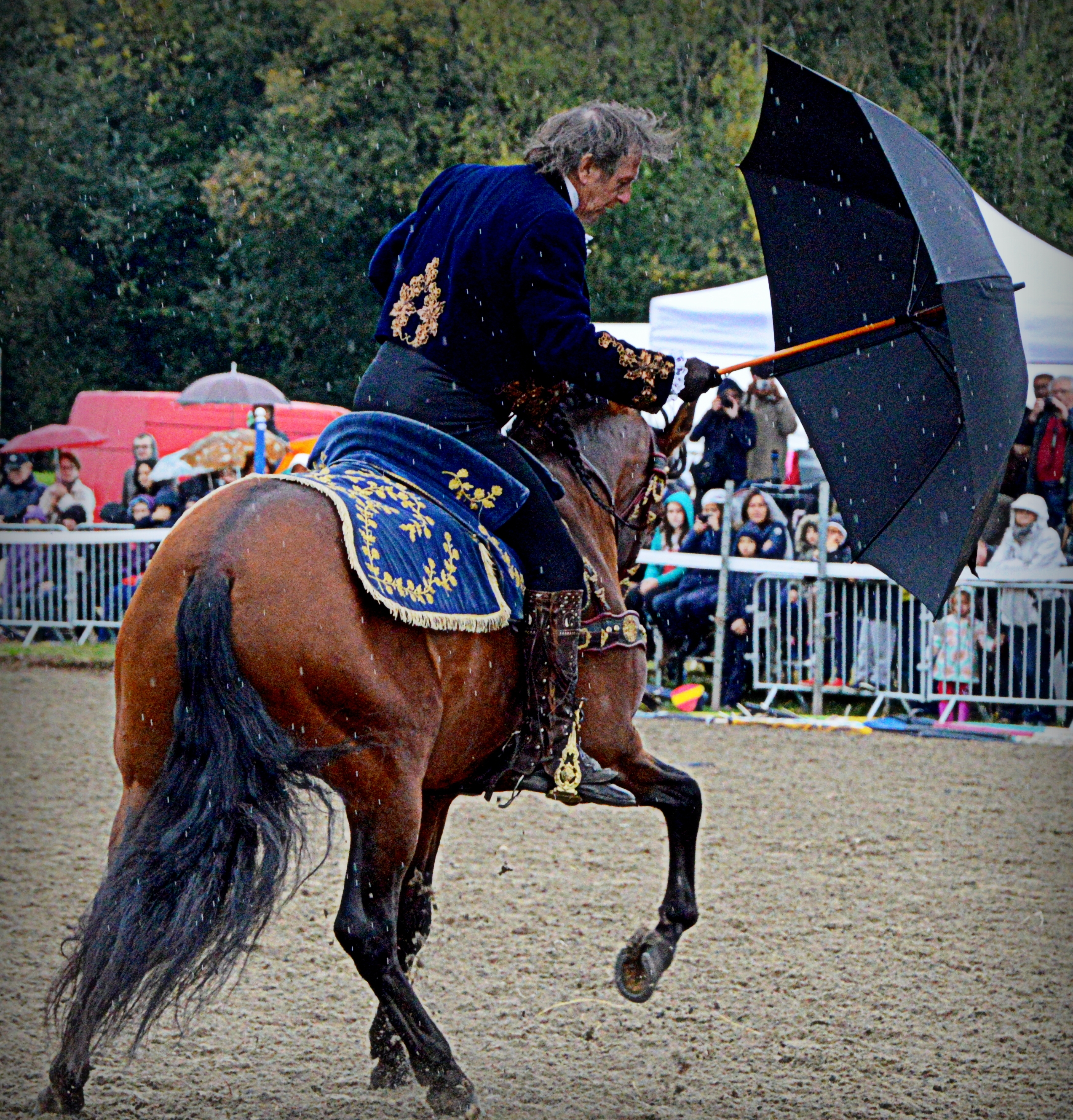
Mario Luraschi à la fête du cheval 2014 de Lamorlaye (Oise), danse sous la pluie à cheval.

En 2015, à l'occasion du Paris Eiffel Jumping, il fait monter trois de ses chevaux au premier étage de la Tour Eiffel, les faisant prendre l'ascenseur.
Il se marie avec Clémence Faivre le 15 septembre 2018 à l'Abbaye de Chaalis au centre de la forêt d'Ermenonville, à Fontaine-Chaalis. Le couple a pour témoins Jean Reno, proche du couple Johnny Hallyday (parrain de Jade Smet), accompagné de son épouse Zofia Borucka, et Véronique Jannot. Parmi les invités, Mathilde Seigner, Alex Lutz, avec sa compagne, ou Nicolas Canteloup. Le couple a ensuite convié les invités chez eux au Tipi (une maison en rondins de bois et ses nouvelles écuries) sur les vestiges du zoo de Jean Richard).

## Décorations de Mario Luraschi
- 2016 : Chevalier dans l'Ordre de la Légion d'Honneur en 2016, remis par Robert Hossein[11].
- 2016 : Chevalier des Arts et des Lettres[12]
- Médaille du mérite agricole
- 2011: Citoyen d'honneur de la ville de Wasquehal
- 2010 : en ouverture des Rencontres internationales du cinéma de patrimoine et de films restaurés de Vincennes, après être arrivé dans les salons de l'hôtel de ville de Vincennes avec son cheval Quijote, il reçoit le Prix Henri-Langlois Arts et Techniques du Cinéma.
- 2008 : Prix Epona de l'homme de cheval de l'année
- 2006 : Prix du festival du Cinéma de Compiègne
- 2003 : Prix de la Ligue Française pour la protection du cheval
- 2001 / 2002 : Président du Festival Epona [13]
- 1998 : Prix des Aventuriers du risque (cascade)
- 1998 : Prix de la Carrière équestre, festival de Vérone
- 1998 : Prix du Cinéma Animalier de la ville d'Albert
- 1997 : Citoyen d'honneur sénégalais
- 1995 : Prix de l'Académie Française - Institut de France
- 1994 : 1er prix du championnat Sicab
- 1983 : 1er prix du meilleur spectacle pour le Royal Horse Show à Londres
- 1er prix du technicien du cinéma français

## Spectacles mis en scène par Mario Luraschi
- 2020 : Fascination, tournée en France
- 2019 : Horse Dreaming, à Qingdao, Chine, direction associée avec Antonio Giarola
- 2016 : Printemps des Ecuyers 2016, Cadre Noir de Saumur
- 2015, 2016 : Show équestre du Chantilly Arts & Elegance Richard Mille
- 2014 : Horse Festival à Shanghaï
- 2013 : The Royal Equestrian and Camel Show, à Oman
- 2013 : Horse Festival, à Shanghaï, Chine
- 2012 : Tournois de l'Ours Blanc, à Wasquehal
- 2012 : Fieracavalli, Horse Festival, à Vérone, direction associée avec Antonio Giarola.
- 2012 : Alchimie Equestre - Le Sacre du Cheval à Amiens
- 2011 : Excalibur, au Stade de France[14]
- 2011 : Horse Festival, à Hanovre
- 2011 - 2013 : Horse Festival, à Paris
- 2010 - 2011 : Gucci Masters de Paris
- 2010 : 2011 : Horse Festival, à Oslo
- 2010 : Horse Festival for Princess Lalla Amina of Morocco
- 2010 : History of Horses, au Qatar
- 2010 : 1001 Diamonds, à Liège
- 2006 : Ben-Hur, au Stade de France et au Puy du Fou[15]
- 2005 - ... : Das Kaltenberger Ritterturnier à Kaltenberg en Allemagne, spectacle médiéval
- 2002 - ... : Europa Park Arena, spectacles sur le thème des chevaliers, des gladiateurs, des mousquetaires, ...
- 2003 La légende du Far West, à Bercy[16]
- Buffalo Bill's Wild West Show, à Eurodisney Paris
- Crescendo, aquatic show of Murielle Hermine
- Excalibur, à Las Vegas
- Mars 1998 : 30 ans de carrière à Bercy[17]

## Filmographie
- 2024 : Le comte de Monte Cristo, film de Mathieu Delaporte et Alexandre de la Patellière

- 2016 : Emperor, film de Lee Tamahori
- 2015 : Versailles (saison 1, 2 et 3), Canal + production
- 2013 : Turf, film de Fabien Onteniente
- 2013 : The White Queen, BBC série télévisée
- 2013 : Jappeloup, film de Christian Duguay
- 2011 : La princesse de Montpensier, film de Bertrand Tavernier
- 2011 : Bas les cœurs, téléfilm de Robin Davis
- 2010 : La marquise des ombres, film d'Édouard Niermans
- 2009 : Rose et Noir, film de Gérard Jugnot
- 2009 : Coco avant Chanel, film d'Anne Fontaine
- 2009 : Coco Chanel et Igor Stravinsky, film de Jan Kounen
- 2008 : 35 Rhums, film de Claire Denis
- 2008 - 2012 : Merlin, BBC série télévisée
- 2008 : Cinéman, film de Yann Moix
- 2007 : Jacquou le croquant, film de Laurent Boutonnat
- 2006 : Bandidas, film de Joachim Roenning et Espen Sandberg
- 2006 : Les brigades du tigre, film de Jérôme Cornuau
- 2006 : Paris, je t'aime, film de Gérard Depardieu
- 2006 : Big city, film de Djamel Bensalah
- 2006 : Arthur et les Minimoys, film de Luc Besson
- 2005 : Les frères Grimm, film de Terry Gilliam
- 2005 : Les rois maudits, série télévisée de Josée Dayan
- 2004 : Blueberry, l'expérience secrète, film de Jan Kounen
- 2004 : Milady, téléfilm de Josée Dayan
- 2004 : Une vie, téléfilm d'Élisabeth Rappeneau
- 2003 : Fanfan la Tulipe, film de Gérard Krawczyk
- 2002 : Le Frère du guerrier, film de Pierre Jolivet
- 2002 : Napoléon, série télévisée d'Yves Simoneau
- 2001 : Pola X, film de Léos Carax
- 2001 : Le Pacte des loups, film de Christophe Gans
- 2001 : Chevalier, film de Brian Helgeland
- 2001 : Les brumes d'Avalon, film de Uli Edel
- 2001 : L'Affaire du collier, film de Charles Shyer
- 2001 : D'Artagnan, film de Peter Hyams
- 2001 : Blanche, film de Bernie Bonvoisin
- 2001 : Les Visiteurs en Amérique, film de Jean-Marie Poiré
- 2001 : The man who's cried, film de Sally Potter
- 2001 : Young blades: la naissance des 3 mousquetaires, film de Mario Andreacchio
- 2001 : Un pique-nique chez Osiris, téléfilm de Nina Companeez
- 2000 : Saint-Cyr (film), film de Patricia Mazuy
- 2000 : Le Libertin, film de Gabriel Aghion
- 2000 : Battlefield Earth, film de Roger Christian
- 2000 : La Veuve de Saint-Pierre, film de Patrice Leconte
- 2000 : Le roi danse, film de Gérard Corbiau
- 2000 : Vatel, film de Roland Joffé
- 1999 : Astérix et Obélix contre César, film de Claude Zidi
- 1999 : Jeanne d'Arc (film, 1999), film de Luc Besson
- 1998 : Il Cuore e la Spada, série télévisée de Fabrizio Costa
- 1998 : Les Couloirs du temps : Les Visiteurs 2 , film de Jean-Marie Poiré
- 1998 : L'Homme au masque de fer, film de Randall Wallace
- 1998 : Don Juan, film de Jacques Weber
- 1997 : Julie Lescaut (TV), épisode 4 saison 6, Cellules mortelles de Charlotte Brändström : homme moto
- 1997 : La Bastide blanche, série TV de Miguel Courtois
- 1997 : Le destin, film de Youssef Chahine
- 1997 : Le Bossu, film de Philippe De Broca
- 1997 : On connaît la chanson, film d'Alain Resnais
- 1996 : Beaumarchais, l'insolent, film d'Édouard Molinaro
- 1996 : Le Cheval de cœur, film de Charlotte Brändström
- 1996 : Les Caprices d'un fleuve, film de Bernard Giraudeau
- 1996 : Surviving Picasso, film de James Ivory
- 1996 : Capitaine Conan, film de Bertrand Tavernier
- 1996 : Bernie, film d'Albert Dupontel
- 1995 : Le Nouveau Monde, film d'Alain Corneau
- 1995 : Jefferson in Paris, film de James Ivory
- 1995 : Le Hussard sur le toit, film de Jean-Paul Rappeneau
- 1995 : L'Allée du Roi, film de Nina Companeez
- 1994 : Jeanne la Pucelle, film de Jacques Rivette
- 1994 : Farinelli, film de Gérard Corbiau
- 1994 : La Reine Margot, film de Patrice Chéreau
- 1994 : La Fille de d'Artagnan, film de Bertrand Tavernier
- 1994 : Highlander 3, film d'Andy Morahan
- 1994 : L'aigle et le cheval, film de Serge Korber
- 1993 : Les Visiteurs, film de Jean-Marie Poiré
- 1993 : Justinien Trouvé ou le Bâtard de Dieu, film de Christian Fechner
- 1993 : Germinal, film de Claude Berri
- 1992 : La Belle Histoire, film de Claude Lelouch
- 1992 : Le cheval venu de la mer, film de Mike Newell
- 1992 : Le Souper, film d'Édouard Molinaro
- 1991 : Le Retour de Casanova, film d'Édouard Niermans
- 1991 : La Note bleue, film de Andrzej Żuławski
- 1991 : Lucky Luke, film de Terence Hill
- 1990 : Cyrano de Bergerac, film de Jean-Paul Rappeneau
- 1990 - 1993 : L'Étalon noir, série télévisée de Dawn Ritchie et Brad Wright
- 1989 : Roselyne et les Lions, film de Jean-Jacques Beineix
- 1989 : La Grande Cabriole, feuilleton de Nina Companeez
- 1989 : La Révolution française, film de Robert Enrico et Richard T. Heffron
- 1988 : Chouans !, film de Philippe De Broca
- 1988 : L'Ours, film de Jean-Jacques Annaud
- 1988 : Sans peur et sans reproche, film de Gérard Jugnot
- 1987 : Grand Larceny, film de Jeannot Szwarc
- 1986 : Catherine, il suffit d'un amour, série télévisée de Marion Sarraut
- 1986 : Twist again à Moscou, film de Jean-Marie Poiré
- 1985 : Ça n'arrive qu'à moi, film de Francis Perrin
- 1985 : Sac de nœuds, film de Josiane Balasko
- 1985 : Billy the kick, film de Gérard Mordillat
- 1985 : Dangereusement vôtre, film de John Glen
- 1985 : Hors-la-loi, film de Robin Davis
- 1985 : Les colonnes du ciel, film de Gabriel Axel
- 1985 : Train d'enfer, film de Roger Hanin
- 1984 : Louisiane, film de Philippe de Broca
- 1984 : La Septième Cible, film de Claude Pinoteau
- 1984 : Les Cavaliers de l'orage, film de Gérard Vergez
- 1984 : Le Joli Cœur, film de Francis Perrin
- 1984 : La Femme publique, film de Andrzej Żuławski
- 1984 : La Vengeance du serpent à plumes, film de Gérard Oury
- 1983 : Octopussy, film de John Glen
- 1983 : Fabien de la Drôme, feuilleton de Michel Wyn
- 1982 : Enigma, film de Jeannot Szwarc
- 1982 : Les Misérables, film de Robert Hossein
- 1982 : Police frontière, film de Tony Richardson
- 1982 : Le Gendarme et les Gendarmettes, film de Jean Girault
- 1981 : Blanc, bleu, rouge, film de Yannick Andréi
- 1981 : Pour la peau d'un flic, film d'Alain Delon
- 1981 : La Soupe aux choux, film de Jean Girault
- 1980 : L'Avare, film de Jean Girault et Louis de Funès
- 1979 : Le Gendarme et les Extraterrestres, film de Jean Girault
- 1979 : Tess, film de Roman Polanski
- 1978 : La Carapate, film de Gérard Oury
- 1978 : Quand flambait le bocage téléfilm de Claude-Jean Bonnardot
- 1977 : Vous n'aurez pas l'Alsace et la Lorraine, film de Coluche
- 1974 : Touche pas à la femme blanche !, film de Marco Ferreri
- 1973 : Lucien Leuwen, film de Claude Autant Lara
- 1973 : Fureur apache, film de Robert Aldrich
- 1971 : La Folie des grandeurs, film de Gérard Oury
- 1962 : Le Chevalier de Pardaillan, film de Bernard Borderie

## Livres
- Mes secrets de dressage [Texte imprimé] : traité d'équitation efficace / Mario Luraschi ; avec la collaboration de Annie Lorenzo et Eveline Hubert https://catalogue.bnf.fr/ark:/12148/cb40202044x